# Ctibor Turba
Ctibor Turba (16. října 1944 Mariánské Lázně – 30. června 2025 Hamr u Nečtin) byl český herec nonverbálního divadla, mim, scenárista, pedagog a režisér, světově významná osobnost české pantomimy. Učil na pražské HAMU a na Divadelní fakultě JAMU. Jeho herectví vycházelo jak z tradic cirkusových klauniád, tak z tradic absurdního dadaistického stylu. Jeho dílo lze označit za první a průkopnický český příspěvek k celosvětovému hnutí „nového cirkusu“.

## Život
Ctibor Turba se narodil 16. října 1944 v Mariánských Lázních. Když mu bylo šest let, přestěhovala se rodina do Brna, kde v letech 1958–1962 vystudoval Střední umělecko-průmyslovou školu, obor hračka–loutka. Poté praktikoval jako výtvarník v brněnském loutkovém divadle Radost, v pražském Divadle S+H a ve filmových ateliérech ve Zlíně u Hermíny Týrlové a Karla Zemana. Později, v letech 1968–1969, studoval dva semestry na Filozofické fakultě Karlovy univerzity v Praze, obor divadelní věda.
Jeho sestra PhDr. Jarmila Turbová (narozena 1943) je psycholožkou v Brně.
Ctibor Turba zemřel 30. června 2025 na Hamru u Nečtin.

## Dílo
Do vývoje českého divadla se výrazně zapsal projektem Cirkus Alfred (1974–1979), mezi jehož členy patřili Boris Hybner, Ota Jirák, Boleslav Polívka a Jan Unger. Pod stejnou značkou připravil v druhé půli osmdesátých let i dvě legendární inscenace Deklaunizace a Archa bláznů. Mezitím působil v zahraničí, například s hercem Pierrem Bylandem. V herecké práci ho už desítky let omezuje zdravotní stav. To přispělo k jeho soustředění na práci převážně koncepční, scenáristickou, dramaturgickou a režijní. V roce 1997 založil a vybudoval netradiční pražské divadlo Alfred ve dvoře, které později předal do provozování občanskému sdružení Motus. Na začátku své umělecké kariéry krátce účinkoval jako clown ve Varieté Alhambra a tradičních cirkusech státních Československých cirkusů a varieté. Podílí se i na filmovém zpracování inscenací a na dokumentech o divadelním novém cirkusu.
Na Divadelní fakultě JAMU založil v roce 2004 Ateliér klaunské scénické a filmové tvorby a vedl jej do roku 2008, kdy jej po něm v září 2008 převzal francouzský tanečník a choreograf Pierre Nadaud.
V roce 2013 získal Cenu Ministerstva kultury za přínos v oblasti divadla.

## Filmografie
- scénář k filmu Traja chrobáci pod režijním vedením Jána Roháče, společně s Janem Kratochvílem.